# لوتوس ۹۸تی
لوتوس ۹۸تی {(به انگلیسی: ‎Lotus 98T‎) یک خودروی مسابقه‌ای فرمول یک بود که توسط جرارد دوکاروژ و مارتین اگیلوی طراحی شد و توسط تیم لوتوس برای شرکت در مسابقات فرمول یک فصل ۱۹۸۶ ساخته شد. جانی دامفریس و آیرتون سنا رانندگانی بودند که در این فصل با این خودرو رانندگی کردند.
پیشرانهٔ این خودرو از نوع وی۶ ‎۹۰°‎ توربو با حجم ۱۴۹۲ سی‌سی بوده و جعبه‌دندهٔ آن ۶ دنده به‌صورت دستی بود.
این خودرو مجموعاً در ۱۶ مسابقه شرکت کرد و در این مسابقات ۲ بار به پیروزی دست یافت. همچنین ۸ پول پوزیشن با استفاده از این خودرو کسب شد و ۰ بار نیز سریع‌ترین زمان برای طی یک دور پیست توسط این خودرو به ثبت رسید.